# 壁泉
壁泉（へきせん）は、落ち口を水平にして水を落とし、水の幕をつくるような人工の滝の一種。イタリア式庭園やフランス式庭園における技法の一つである。

## 日本にある壁泉
- 前田森林公園 - 北海道札幌市手稲区
- NBF豊洲ガーデンフロント - 東京都江東区豊洲
- 岩本楼ローマ風呂 - 神奈川県藤沢市江の島
- 紫山公園 - 宮城県仙台市泉区